# Tridiaquis icosaedro
En geometría, el tridiaquis icosaedro es el poliedro uniforme estrellado dual del dodecadodecaedro icositruncado. Tiene 44 vértices, 180 aristas y 120 caras triangulares escalenas.

## Proporciones

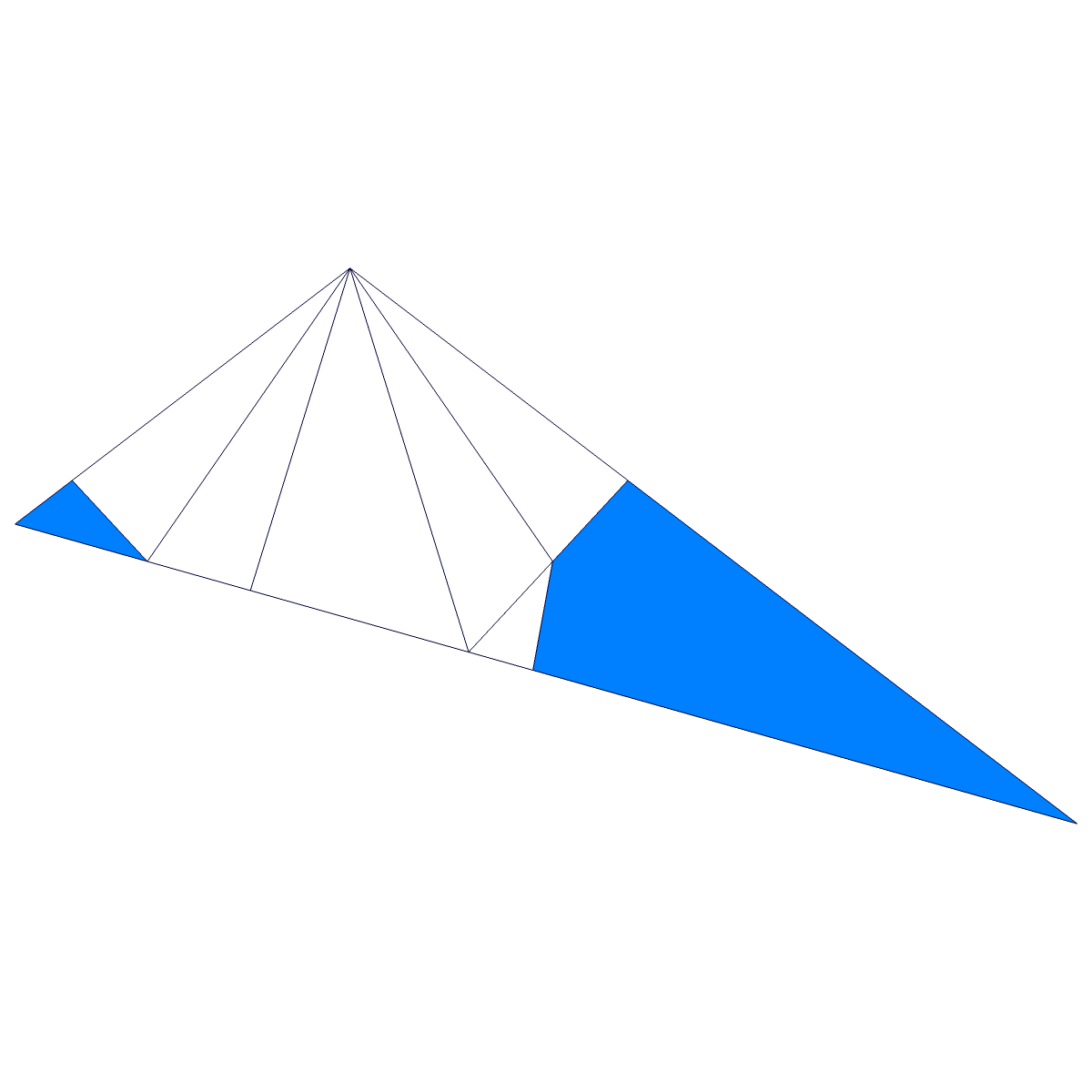
Forma de las caras

Los triángulos tienen un ángulo de {\displaystyle \arccos({\frac {3}{5}})\approx 53.130\,102\,354\,16^{\circ }}, uno de {\displaystyle \arccos({\frac {1}{3}}+{\frac {4}{15}}{\sqrt {5}})\approx 21.624\,633\,927\,143^{\circ }} y uno de {\displaystyle \arccos({\frac {1}{3}}-{\frac {4}{15}}{\sqrt {5}})\approx 105.245\,263\,718\,70^{\circ }}. Su ángulo diedro es igual a {\displaystyle \arccos(-{\frac {7}{8}})\approx 151.044\,975\,628\,14^{\circ }}. Parte de cada triángulo se encuentra dentro de la figura, por lo que no son completamente visibles en los modelos sólidos.